# Adolf Holm

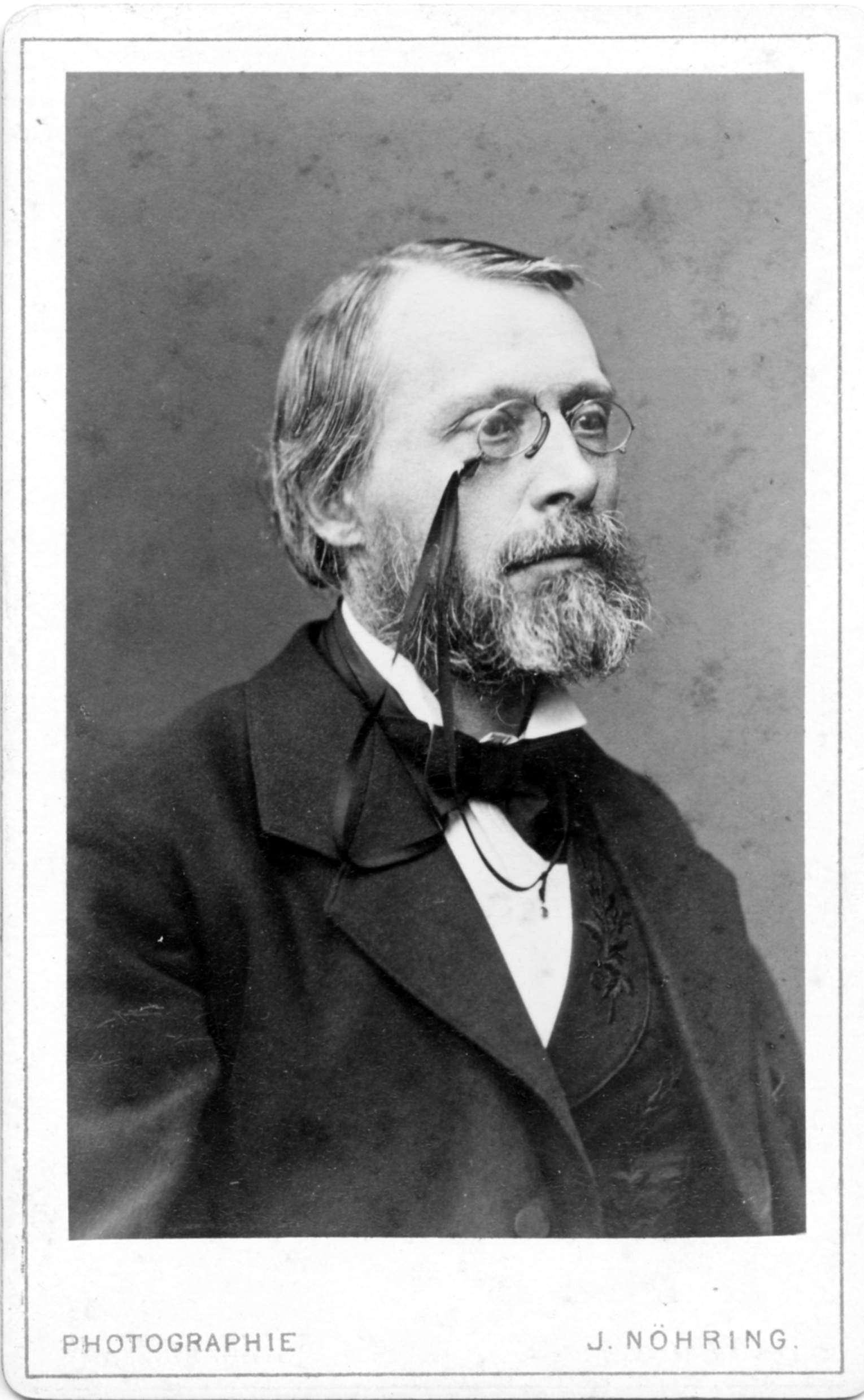
Adolf Holm nel 1870

Adolf Holm (Lubecca, 8 agosto 1830 – Friburgo in Brisgovia, 9 giugno 1900) è stato uno storico e archeologo tedesco.

## Biografia
Adolf Holm era figlio di produttori e rivenditori di tabacco di Lubecca, ed è cresciuto nella casa sita fra Brown Street e Holstenstraße. Studiò a Lipsia e Berlino ed ottenne un dottorato nel 1851. Iniziò quindi l'insegnamento al Katharineum di Lubecca. Si occupò di storia e geografia dell'antica Sicilia e dell'antica Grecia e scrisse un'opera in più volumi sulla storia della Sicilia nei tempi antichi. A Lubecca, tenne numerose conferenze come membro della Società per la promozione dei servizi alla comunità e l'Associazione per la storia e l'archeologia di Lubecca. La collezione di calchi in gesso di sculture antiche sita nel museo della cattedrale è stata in gran parte dovuta alla sua iniziativa. Fu uno dei fondatori dell'Associazione degli amici dell'arte e ne fu il presidente fino al suo trasferimento in Sicilia. Successivamente fu redattore della Lübeckische Blätter.
A seguito delle sue pubblicazioni, venne nominato, nel 1876, su iniziativa dello storico siciliano Michele Amari professore straordinario di storia universale dell'Università di Palermo. Nel 1884 fu trasferito all'Università di Napoli dove insegnò fino al 1897. Trascorse poi il resto della sua vita a Friburgo in Brisgovia.

## Opere
- De ethicis politicorum Aristotelis principiis, Berlino, 1851
- Antike Geographie Siciliens, Lubecca, 1866
- Beiträge zur Berichtigung der Karte des alten Siciliens, Lubecca, 1866
- Geschichte Siciliens im Alterthum. Vol. 1, 1869; Vol. 2, 1874; Vol. 3, 1897
- Della geografia antica di Sicilia, Palermo, 1871
- Das alte Catania, Lubecca, 1873 (Lübeck, Katharineum, Schulprogramm 1873)
- Storia della Sicilia nell'antichità, Torino, 1896-1901
- Il rinascimento italiano e la Grecia antica: Discorso inaugurale per la riapertura degli studi nell'anno accademico 1880-81 nella Regia Università di Palermo, Palermo, 1880
- Topografia archeologica di Siracusa, in collaborazione con F.S. Cavallari, Palermo 1883
- Griechische Geschichte von ihrem Ursprunge bis zum Untergange der Selbstständigkeit des griechischen Volkes, Berlino, Vol. 1, 1886; Vol. 2, 1889; Vol. 3, 1891; Vol. 4, 1894
- Lübeck, die Freie und Hansestadt, Velhagen & Klasing, 1900.
- Erinnerungen, 1900. Im Auszug abgedruckt in Der Wagen 1959, S. 153 - 155 (mit einer Anmerkung von Paul Brockhaus)